# Оптація
Опта́ція — добровільний вибір одного громадянства з двох у випадку переходу території за договором від однієї до іншої держави (збереження свого колишнього громадянства чи перехід у громадянство іншої держави шляхом подання індивідуальних заяв).
У широкому розумінні опта́ція застосовується, якщо йдеться про вибір громадянства в будь-якому випадку.